# Okamenjena munja
Okamenjena munja ili fulgurit (lat. fulgur = munja+grom) je prirodna šuplja staklena cijev koja nastaje u kvarcnom pijesku (SiO2) prilikom udara munje. Nastaje kada munja koja udari podigne temperaturu pijeska iznad 1800 °C, trenutno taleći kvarc. Nakon hlađenja i spajanja nastaju cjevasti oblici. Postupak traje oko jedne sekunde, a dobiveni fulgurit prikazuje prolaz munje kroz zemlju. Staklo koje se stvara se naziva lehatelierit, a može ga stvoriti i udarac meteorita ili vulkanska eksplozija. Budući da je to amorfna tvar, spada u grupu mineraloida. Okamenjene munje ponekad mogu dosezati i 15 metara u dubinu tla, a promjera su i nekoliko centimetara. Fulguriti su dosta krhki i lome se pri iskopavanju iz tla.
Cijevi mogu imati promjer i nekoliko centimetara, a mogu biti duge nekoliko metara. Najduža okamenjena munja koja je pronađena bila je duga oko 5 metara.Boja ovisi o strukturi pijeska koji ga je oblikovao i raspon joj je od crne do tamno zelene i prozračno bijele. Unutrašnjost cijevi je obično glatka ili s malim mjehurićima, dok je izvana uglavnom prekrivena česticama grubog pijeska i porozna je. Često izgleda kao korijen s puno ogranaka. Ponekad stvara glazuru na tvrdim stijenama.